# Numb (U2)
Numb is een nummer van de Ierse band U2. Het verscheen in juni 1993 als eerste single van het album Zooropa en is een van de weinige U2-nummers waarop gitarist The Edge de leadzang verzorgt.
De overige nummers op deze single zijn de video-remix van Numb en Love Is Blindness, de afsluiter van het vorige album Achtung Baby.
In 1997 verscheen de Soul Assassins remix op de single Last Night on Earth.

## Videoclip
In de bijbehorende videoclip, geregisseerd door Kevin Godley, zit Edge in een hokje en laat hij zich door iedereen kussen. Dit concept werd al in 1984 gebruikt voor de clip van Elvis Costello 's soulcover I Wanna Be Loved.

## Live-uitvoeringen en covers
U2 bracht Numb voor het eerst ten gehore op 7 juli 1993 in Rome. Ze hebben het nummer bovendien gespeeld tijdens de MTV Video Awards in Los Angeles op 3 september 1993. Covers verschenen onder meer van de Duitse band Die Krupps. 
Bono · The Edge · Adam Clayton · Larry Mullen jr.